# Spitzensport der österreichischen Polizei
Die Spitzensportförderung im österreichischen Bundesministerium für Inneres ist als duales Förderungssystem aufgebaut. In diesem Fördersystem werden Berufsausbildung zur bzw. zum Exekutivbediensteten mit der Möglichkeit verbunden, Sport professionell auszuüben. Nach Beendigung der sportlichen Laufbahn können Athletinnen und Athleten nahtlos in den Vollzeit-Exekutivdienst eintreten.
Die Spitzensportlerinnen und -sportler der österreichischen Polizei erhalten neben der exekutivdienstlichen Ausbildung Förderungen für Training, Vorbereitungszeiten und Wettkämpfe. Im Gegenzug repräsentieren sie die Marke Polizei öffentlichkeitswirksam.

## Geförderte Sportarten
Gefördert werden in erster Linie Sportarten, die von exekutivdienstlichem Interesse sind, wie Judo, Karate oder Schwimmen. Darüber hinaus liegt der Fokus auf Sportarten, die großes Ansehen in der Bevölkerung genießen und somit die Möglichkeit bieten, durch Repräsentanten der Marke Polizei einen gewissen Werbeeffekt zu erzielen.
Gefördert werden Einzel- und Duosportarten, wie insbesondere:
- Olympische Disziplinen,
- Disziplinen mit Affinität zur Exekutive oder
- Disziplinen mit großem Ansehen und Interesse in der Bevölkerung.

Das BMI fördert unter anderem Spitzensportlerinnen und Spitzensportler folgender Sportarten:
| Beachvolleyball       | Biathlon       | Bob       | Jiu Jitsu       |
| Judo                  | Karate         | Kickboxen | Kunstbahnrodeln |
| Nordische Kombination | Para-Ski Guide | Ringen    | Schwimmen       |
| Rudern                | Skateboard     | Ski Alpin | Snowboard Alpin |
| Skispringen           | Triathlon      |           |                 |

## Erfordernisse und Voraussetzungen
Grundsätzlich müssen auch für eine Spitzensport-Karriere bei der Polizei die allgemeingültigen Voraussetzungen für die Aufnahme in den Polizeidienst erfüllt werden. Darüber hinaus sind folgende Voraussetzungen für die Aufnahme notwendig:
- die Mitgliedschaft in einem nationalen Kader (A-, B- oder vergleichbarer Kader) einer vom Bundesministerium für Inneres geförderten Sportart,
- das Erbringen der Leistungen nach den Einstufungsrichtlinien zur Bewertung der sportlichen Leistungen für die Aufnahme als Spitzensportlerin bzw. Spitzensportler im Bundesministerium für Inneres,
- Prognose der sportlichen Leistungsfähigkeit und -entwicklung, die vom jeweiligen Fachverband auszustellen ist,
- Identifikation der Sportlerin oder des Sportlers mit der Exekutive und
- Integration in die österreichische Leistungssportförderung.

Die von den Bewerberinnen und Bewerbern vorzulegenden sportlichen Erfolge sowie die weitere sportliche Zielsetzung müssen von einem zuständigen Bundes-Sportfachverband oder einem gleichzusetzenden internationalen Verband bestätigt werden.
Bei Erfüllen der Voraussetzungen ist auch die Aufnahme von bereits in Ausbildung sowie im öffentlich-rechtlichen Dienstverhältnis befindlichen Exekutivbediensteten in das Spitzensportverzeichnis möglich.

## Duale Karriere
Das duale Ausbildungssystem ermöglicht parallel zur Spitzensportkarriere eine vollständige Berufsausbildung. Die Ausbildungsdauer beträgt fünf Jahre und findet in Form eines Modulsystems samt Fernlehre statt. Die Grundausbildung wird von dem BMI-Bildungszentrum Graz durchgeführt. Pro Kalenderjahr muss eine fünfwöchige Präsenzphase absolviert werden, die aus mehreren zur Verfügung stehenden Terminen individuell ausgewählt werden kann.
Nach Abschluss der Grundausbildung und positiver Dienstprüfung ist die Übernahme in ein öffentlich-rechtliches Dienstverhältnis für den Exekutivdienst vorgesehen.

## Aufgaben der Spitzensportlerinnen und -sportler
Spitzensportlerinnen und Spitzensportler stehen im Blickpunkt der Öffentlichkeit und verpflichten sich, aktiv als Werbeträger an der Öffentlichkeitsarbeit des Bundesministeriums für Inneres mitzuwirken. Dazu zählen etwa die Teilnahme an offiziellen Anlässen des Bundesministeriums für Inneres oder an Veranstaltungen, bei welchen das Bundesministerium für Inneres vertreten ist, das sichtbare und medienwirksame Anbringen des „Polizeisport Logos“ bei öffentlichen Auftritten und bei Social-Media-Postings, aktive Mitwirkung am Medien- und Social-Media-Konzept des Bundesministeriums für Inneres, Teilnahme an Kampagnen des Bundesministeriums für Inneres, Teilnahme an Sportmeisterschaften der Exekutive.

## Ausscheiden aus dem BMI-Spitzensportverzeichnis
Spitzensportlerinnen und Spitzensportler des BMI scheiden aus dem Spitzensportverzeichnis insbesondere aus den folgenden Gründen aus:
- Wegfall der sportlichen Qualifikation gemäß BMI Einstufungsrichtlinien;
- Beendigung der sportlichen Karriere;
- Beendigung auf eigenen Wunsch;
- Vorliegen grob unsportlichen Verhaltens, welches geeignet ist, das Ansehen in der Bevölkerung nachhaltig zu beeinträchtigen, insbesondere bei schwerwiegenden Verstößen gegen das Anti-Doping Bundesgesetz 2021 oder den Welt-Anti-Doping-Code.

Nach dem Ausscheiden aus dem Spitzensportverzeichnis kann die bzw. der Bedienstete an ihrer bzw. seiner Stammdienststelle den Exekutivdienst versehen.

## BMI-Spitzensportlerinnen und -sportler
Prominente ehemalige und aktive Athletinnen und Athleten des BMI-Spitzensportkaders sind u. a.:
| Aigner Elisabeth      | Aigner Clemens    | Aschenwald Philipp | Kreuzer Chiara   | Obmann Fabian       |
| Beierl Katrin         | Babinsky Stefan   | Lamparter Johannes | Hörl Julian      | Gigler Sonja        |
| Dusek Jakob           | Feurstein Patrick | Ruttmann Paul      | Haas Barbara     | Hemetsberger Stella |
| Allmaier Barbara      | Fest Nadine       | Rohrweck Johannes  | Gleirscher David | Kappacher Adam      |
| Andexer Anna          | Gstrein Fabio     | Haaser Ricarda     | Haaser Raphael   | Prommegger Andreas  |
| Hirschbühl Christian  | Horst Alexander   | Huber Katharina    | Hütter Cornelia  | Hauser Julia        |
| Pertl Philip          | Puchner Mirjam    | Rehrl Franz-Josef  | Truppe Katharina | Walder Christian    |
| Rothbauer Christopher | Striedinger Otmar | Strolz Johannes    | Tippler Tamara   | Herbst Reinfried    |
| Schulte Lisa          | Ulbing Daniela    | Pertl Lukas        | Müller Markus    | Scheib Julia        |